# Burundi
Burundi je država u istočnoj Africi bez izlaza na more. Graniči s Ruandom na sjeveru, Tanzanijom na istoku i DR Kongom na zapadu.
Prema nekim podacima, Burundi je najsiromašnija zemlja na svijetu. Opterećuju ga, kao i susjednu Ruandu, etnički sukobi većinskih Hutua i manjinskih, ali povijesno dominantnih Tutsija. Glavni izvozni proizvodi su kava i čaj. BDP je u 2004. bio 600 USD po stanovniku, mjereno po PPP-u. Neovisnost je izborena pod vodstvom Michela Micombera.

## Povijest
O počecima Burundija zna se vrlo malo što se saznaje iz rijetkih arheoloških nalazišta i usmene predaje. Prema legendama Burundi je osnovao čovjek pod imenom Cambarantama. Prvi počeci države Burundi nalaze se u 16. stoljeću. Države se je postupno širila, najviše pod vladavinom Ntare Rugamba koji je vladao od 1796. do 1850. i koji je udvostručio veličinu kraljevstva. Prvi europljani u području, istraživači i misionari, spominju se od 1856.g., ali tek 1899. Burundi postaje dio kolonije Njemačka Istočna Afrika. Monarhija Ruande prihvatila je običaje kolonizatora, dok se Mwezi Gisabo, kralj Burundija, odupirao njihovom utjecaju, te su nijemci vojnim sukobima uspjeli oslabiti vladara, da bi kasnije, podupirući njegovog nećaka Maconco u pobuni, primorali Gisabao na sizerenstvo. Kasnije su nijemci pomogli kralju ugušiti nećakovu pobunu, te kraljevstvu pridružili nekoliko manjih država koja su se nalazile na zapadnoj obali jezera Victoria. Iako je područje bila njemačka kolonija, lokalni vladari imali su i dalje značajan utjecaj. U prvom svjetskom ratu 1916.g. koloniju su osvojile belgijanske snage. 
Nakon poraza u prvom svjetskom ratu Njemačka je predala Belgiji dio svoje kolonije Njemačka Istočna Afrika. Dana 24. listopada 1924.g. to područje koje su činili današnja Ruanda i Burundi postalo je dio kolonijalnog beligijskog carstva pod nazivom Ruanda-Urundi, kasnije Ruanda-Burundi, u kojem je Belgija dopuštala lokalna kraljevstva. Nakon drugog svjetskog rata Ruanda-Urundi sizerenstvo spada pod UN, ali pod belgijskom upravnom zaštitom. Godine 1948. u području je dozvoljen rad političkih stranaka. Kralj Burundija je 1959. zatražio izdvjanje Burundija iz unije Ruanda-Burundi kao i političku samostalnost od Europe, najvećim dijelom zbog nasilja do kojeg je došlo između plemena Tutsi i Hutu. Država je proglasila nezavisnost 1. srpnja 1962. i preimenovala se u Burundi, a Mwambutsa IV. Bangiricenge je proglašen kraljem. Dana 18. rujna 1962. Burundi je postao članica organizacije Ujedinjenih Naroda.

## Etnički sastav
Glavninu stanovništva sredinom 1998. čine Hutu (ili Bahutu, Wajhutu, Abahutu) 85%, Tutsi 14% i Twa i ostali narodi porijeklom iz Azije, Europe, Zaira i Ruande 1%. Manje plemenske zajednice su: Abahanza, Abajiji, Abanyaruguru, Abavuma, Gesera, Bahima ili Hima, Jita i Zigaba.

## Politička podjela
Burundi je podijeljen u 17 pokrajina, 117 komuna, te 2638 brda, a 2000. 
pokrajina Bujumbura je podijeljena u dvije pokrajine: Bujumbura Rural i Bujumbura Mairie. 
Pokrajine su:
| - Bubanza - Bujumbura Mairie - Bujumbura Rural - Bururi - Cankuzo - Cibitoke - Gitega - Karuzi - Kayanza | - Kirundo - Makamba - Muramvya - Muyinga - Mwaro - Ngozi - Rutana - Ruyigi |

## Zemljopis
Burundi je jedna od najmanjih država u Africi bez izlaza na more, na obali jezera Tanganjika, s ekvatorijalnom klimom, koja se nalazi na zapadnom produžetku Velike rasjedne doline, rasjeklini Albertine. 
Najviši vrh države je planina Heha (2685m), glavni grad je Gitega. Kroz Burundi protječe rijeka Nil. Burundi ima dva nacionalna parka: Nacionalni park Kibira na sjeverozapadu zemlje i Nacionalni park Rurubu na sjeveroistoku uz rijeku Ruvubu.
Klima u Burundiju je tropska s visokim dnevnim temperaturama, a manjim razlikama između hladnijih viši dijelova zemlje i toplijih uz jezero Taganjika. Razlikuju se četiri vremenska razdoblja: dugo suho od lipnja do kolovoza, kratko vlažno od rujna do studenoga, kratko suho od prosinca do siječnja, te dugo vlažno od veljače do svibnja.
Burundi je jedna od najsiromašnijih zemlja svijeta, gdje oko 80% stanovništva živi ispod granice siromaštva, najveća industrija je poljoprivreda, a najviše prihoda od izvoza dolazi od izvoza kave (93%). Burundi ima zalihe nikla, urana, kobalta, bakra, platine i vanadija. Među velike probleme države ubraja se i zaraza HIVom. Samtra se da više od 50% djece u burundiju pati od kronične pothranjenosti.

## Šport
U Burundiju su najpopularniji sportovi košarka i atletika, a uz njih vrlo popularan je i nogomet.
Burundi je po prvi puta nastupio na olimpijskim igrama 1996. u Atlanti, te od tada redovito sudjeluje na ljetnim igrama. Vénuste Niyongabo osvojio je zlatnu medalju na utrci na 5000 metara 1996. i to je do sada jedina olimpijska medalja.

## Religija
Pretpostavlje se da su oko 70% stanovnika Burundija kršćani, najvećim dijelom rimokatolici, oko 23% pripada tradicionalnim "plemenskim" religijama, dok je 10% muslimanske vjeroispovijesti. U Burundiju djeluje nekoliko hrvatskih misionara, a jedna od njih bila je časna sestra Lukrecija Mamić koja je ubijena od lopova u samostanu 27. studenoga 2011. godine.